# Бенгальский язык
Бенга́льский язы́к, или бенга́ли (бенг. বাংলা, [ˈbaŋla]) — язык бенгальцев, один из языков индоарийской ветви индоевропейской языковой семьи.
Распространён в Бангладеш и индийском штате Западная Бенгалия; кроме того, носители языка живут в индийских штатах Трипура, Ассам и Андаманские и Никобарские острова. Общее число говорящих на бенгали — около 250 млн человек (2009); он занимает шестое место по числу носителей в мире.
Для записи бенгали используется письмо бонгаккхор.

## Географическое распространение и статус

Бенгали и другие языки в Бангладеш

Бенгальский язык исторически распространён в северо-восточной части Южной Азии — в регионе, известном как Бенгалия. Это официальный и национальный язык Бангладеш и один из двадцати трёх официальных языков Индии. Среди индийских штатов имеет официальный статус в Западной Бенгалии (носители бенгальского составляют более 85 % от населения штата) и Трипуре (более 67 %). Большое число носителей проживает в индийских штатах Ассам (около 28 % от населения штата), Андаманские и Никобарские острова (около 26 %), Джаркханд (около 10 %), Аруначал-Прадеш и Мизорам (более 9 %), а также среди иммигрантов на Среднем Востоке, в Малайзии, Японии, Италии и Великобритании.
Бенгальский язык является родным для более 200 миллионов жителей планеты и находится на шестом месте по численности говорящих.

## История
Существует общее мнение, что в далёком прошлом ория, ассамский и бенгальский языки составляли единую ветвь, от которой сначала отделился ория, а затем ассамский. По этой причине самые ранние образцы бенгальского языка и литературы — чарьяпады — также утверждаются носителями ория и ассамского как их собственные.
Бенгальские лингвисты Сунити Кумар Чаттерджи и Сукумар Сен предположили, что бенгальский язык возник в X веке н. э., произойдя от разговорного языка магадхи (диалект пракрита) через его письменный аналог. Бенгальский учёный Мухаммад Шахидулла и его последователи предложили конкурирующую теорию, предположив, что язык возник в VII веке н. э. и развился из разговорного и письменного гауда (который, в свою очередь, также произошёл от пракрита и апабхранши).
Со времени раздела Бенгалии между Индией и Пакистаном (1947) в языке восточной части Бенгалии (Восточный Пакистан, затем Бангладеш) заметно большее использование арабско-персидской лексики.
Историю бенгальского языка делят на три периода:
- старобенгальский;
- среднебенгальский (с XIV века);
- новобенгальский (с конца XVIII века).

## Диалекты
Диалекты бенгальского языка делятся на восточные и западные, особняком стоит диалект Читтагонга.
В ходе стандартизации языка в конце XIX — начале XX культурным центром всего региона была Калькутта. Сегодня стандартная форма бенгальского языка основывается на диалекте надиа, распространённом в индийских районах вблизи границы с Бангладеш. Тем не менее нормы стандартного бенгали зачастую не совпадают в Индии и Бангладеш. К примеру, на западе носитель употребит слово nun («соль»), тогда как на востоке — lôbon.
Большинство диалектов Бангладеш значительно отличаются от стандартной разговорной нормы. Так, диалекты юго-востока (город Читтагонг) имеют лишь поверхностное сходство со стандартным языком. Многие бенгальцы способны общаться на нескольких диалектах. Кроме того, даже в стандартном разговорном бенгали мусульмане и индуисты зачастую используют разные слова для выражения одних и тех же понятий. Так, мусульмане традиционно используют слова арабского и персидского происхождения, тогда как индуисты — санскритского и палийского.
Примерами таких слов могут послужить:
- Nômoshkar (санскрит) — assalamualaikum / slamalikum (арабский) «здравствуйте»;
- Nimontron / nimontonno (санскрит) — daoat (арабский) «приглашение».

## Письменность

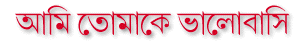
«Я тебя люблю.» на бенгальском языке. Текст произносится как «Ами томаке бхалобаши.»

Для записи бенгали используется письмо бонгаккхор, восходящее (как деванагари, гурмукхи и ряд других письменностей Индии) к графике брахми. Это же письмо используется с незначительными изменениями для записи ассамского языка и силхетского языка (диалекта).

### Орфография
Письмо бенгали в большинстве случаев полностью соответствует произношению, но имеется ряд исключений. Несмотря на изменения в орфографии, произошедшие в XIX веке, письменность языка основывается на норме санскрита и не всегда учитывает изменения и слияния звуков, произошедшие в языке впоследствии. Также это характерно для случаев, когда для одного и того же звука используется несколько графем. Кроме того, бенгальское письмо не учитывает все фонетические нюансы, многие сочетания согласных также не соответствуют их составным частям. Так, сочетание звуков ক্ [k] и ষ [ʂɔ], обозначаемое графически как ক্ষ, может произноситься как [kʰːo], [kʰo] или [kʰɔ].

### Романизация
Существует несколько систем транслитерации с индийских письменностей, включая бенгальскую, на латинский алфавит, в том числе International Alphabet of Sanskrit Transliteration (IAST), основывающийся на диакритических значках, Indian languages Transliteration (ITRANS), в которой используются символы верхнего регистра, имеющиеся на ASCII-клавиатурах, и романизация Национальной библиотеки в Калькутте.

## Лингвистическая характеристика

### Фонетика и фонология
Для фонетического строя бенгали характерны: гармония гласных, противопоставление носовых и неносовых гласных, а также придыхательных и непридыхательных согласных, геминация согласных, «оканье». Звуковой состав включает 29 согласных и 14 гласных звуков, включая 7 носовых. Имеется широкий спектр дифтонгов.
|                       | Передний ряд | Средний ряд | Задний ряд |
| --------------------- | ------------ | ----------- | ---------- |
| Верхний подъём        | i ĩ          |             | u ũ        |
| Средне-верхний подъём | e ẽ          |             | o õ        |
| Средне-нижний подъём  | æ æ̃          |             | ɔ          |
| Нижний подъём         |              | a ã         |            |

|               |                | Губные    | Зубные/ Альвеолярные | Ретрофлексные | Палатовелярные | Велярные | Глоттальные |
| ------------- | -------------- | --------- | -------------------- | ------------- | -------------- | -------- | ----------- |
| Носовые       | Носовые        | m         | n                    | n             |                | ŋ ng     |             |
| Взрывные      | глухие         | p         | t̪ t                  | ʈ ṭ           | tʃ c           | k        |             |
| Взрывные      | придыхательные | pʰ ~ ɸ ph | t̪ʰ th                | ʈʰ ṭh         | tʃʰ ch         | kʰ kh    |             |
| Взрывные      | звонкие        | b         | d̪ d                  | ɖ ḍ           | dʒ j           | ɡ g      |             |
| Взрывные      | придыхательные | bʱ ~ β bh | d̪ʱ dh                | ɖʱ ḍh         | dʒʱ jh         | ɡʱ gh    |             |
| Фрикативные   | Фрикативные    |           |                      |               | ʃ sh           |          | ɦ h         |
| Аппроксиманты | Аппроксиманты  |           | l                    |               |                |          |             |
| Дрожащие      | Дрожащие       |           | r                    | ɽ ṛ           |                |          |             |

#### Просодия
В собственно бенгальских словах основное ударение всегда падает на первый слог, тогда как последующие нечётные слоги могут выделяться добавочными более слабыми ударениями. В то же время в словах, заимствованных из санскрита, ударением выделяется корневой слог слова, что выделяет их из гармонии с собственно бенгальскими словами.
При добавлении префиксов ударение сдвигается влево. Например, в слове shob-bho («цивилизованный») ударение падает на первый слог shob; добавляя отрицательный префикс « ô-», получаем ô-shob-bho («нецивилизованный»), ударение сдвигается на слог ô. В любом случае, ударение в бенгальском языке не влияет на смысл слова.
За небольшими исключениями, интонация и тональность в словах бенгали не имеет значения. В то же время интонация в предложении играет важную роль. Так, в простом повествовательном предложении большинство слов или фраз произносится с повышающимся тоном, за исключением последнего в предложении слова, на котором тон становится низким. Это создаёт в бенгальских предложениях особое музыкальное ударение. Тональности в других предложениях отличаются от представленной выше. В вопросах с ответом «да-нет» повышение тона может быть более сильным, а падение тона на финальном слове — более резким.

#### Долгота гласных
В отличие от многих других индийских языков, долгота гласных в бенгали не имеет смыслоразличительного значения. Тем не менее, при определённом сочетании морфем, одни гласные произносятся дольше других. В частности, более долгим будет последний слог синтагмы. В односложных словах, оканчивающихся на гласный, например cha («чай») гласный будет более долгим, чем в первом слоге слова chaţa.

#### Сочетания согласных
Собственно бенгальские слова не имеют кластеров согласных, максимальная слоговая структура при этом — CVC (согласный-гласный-согласный). В то же время санскритская лексика имеет широкий диапазон кластеров, слоговая структура при этом достигает CCCVC — например, кластер mr в মৃত্যু mrittu «смерть». Английские и другие заимствования имеют ещё больший объём кластеров — например, ট্রেন ţren «поезд» или গ্লাস glash «стекло».
Кластеры на конце слова крайне редки, большая их часть также используется в английских заимствованиях: লিফ্ট lifţ «лифт»; ব্যাংক bêņk «банк». Имеются такие сочетания и в собственно бенгальских словах — например, в слове গঞ্জ gônj, которое входит в названия многих населённых пунктов. Некоторые (особенно восточные) диалекты бенгальского используют конечные кластеры довольно часто — например, в слове চান্দ chand «луна» (в стандартной форме языка — চাঁদ chãd, где вместо кластера используется носовой гласный).

### Морфология

#### Морфологический тип языка
Грамматический строй бенгальского языка имеет агглютинативный характер словообразования и словоизменения, распространены служебные слова, редупликация и соположение грамматически и семантически связанных единиц.

#### Имя существительное
Бенгальские существительные изменяются по падежам и числам. Отсутствует категория рода. Различаются категории одушевлённости — неодушевлённости, определённости — неопределённости, отражающиеся в образовании форм склонения и в использовании определительно-указательных аффиксов — частиц, присоединяемых к именам и местоимениям.
|              | Одушевлённое                  | Неодушевлённое              |
| ------------ | ----------------------------- | --------------------------- |
| Именительный | ছাত্রটা chatro-ţa «студент»      | জুতাটা juta-ţa «башмак»        |
| Объектный    | ছাত্রটাকে chatro-ţa-ke «студента» | জুতাটা juta-ţa «башмак»        |
| Родительный  | ছাত্রটার chatro-ţa-r «студента»  | জুতাটার juta-ţa-r «башмака»    |
| Местный      | -                             | জুতাটায় juta-ţa-(t)e «башмаке» |

|              | Одушевлённое                        | Неодушевлённое                               |
| ------------ | ----------------------------------- | -------------------------------------------- |
| Именительный | ছাত্ররা chatro-ra «студенты»           | জুতাগুলা/জুতোগুলো juta-gula/juto-gulo «башмаки»      |
| Объектный    | ছাত্রদের(কে) chatro-der(ke) «студентов» | জুতাগুলা/জুতোগুলো juta-gula/juto-gulo «башмаки»      |
| Родительный  | ছাত্রদের chatro-der «студентов»        | জুতাগুলা/জুতোগুলোর juta-gula/juto-gulo-r «башмаков»  |
| Местный      | -                                   | জুতাগুলা/জুতোগুলোতে juta-gula/juto-gulo-te «башмаках» |

#### Числительное
1. Êk
2. Dui
3. Tin
4. Char
5. Pãch
6. Chhôe
7. Shat
8. At
9. Nôe
10. Dôsh

#### Местоимения
Бенгальская система личных местоимений весьма сложна и включает в себя различные варианты, в зависимости от степени близости, статуса говорящего, положения в пространстве и т. д.
| Лицо | Близость     | Степень вежливости | Ед. ч.             | Мн. ч.             |
| ---- | ------------ | ------------------ | ------------------ | ------------------ |
| 1    | 1            | 1                  | আমি ami («я»)       | আমরা amra («мы»)    |
| 2    | 2            | интимные           | তুই tui («ты»)      | তরা tora («вы»)     |
| 2    | 2            | фамильярные        | তুমি tumi («ты»)     | তোমরা tomra («вы»)   |
| 2    | 2            | вежливые           | আপনি apni («вы»)    | আপনারা apnara («вы») |
| 3    | близко       | фамильярные        | এ e («он/она»)     | এরা era («они»)     |
| 3    | близко       | вежливые           | ইনি ini («он/она»)  | এঁরা ẽra («они»)     |
| 3    | далеко       | фамильярные        | ও o («он/она»)     | ওরা ora («они»)     |
| 3    | далеко       | вежливые           | উনি uni («он/она»)  | ওঁরা őra («они»)     |
| 3    | очень далеко | фамильярные        | সে she («он/она»)   | তারা tara («они»)    |
| 3    | очень далеко | вежливые           | তিনি tini («он/она») | তাঁরা tãra («они»)    |

| Лицо | Близость     | Степень вежливости | Ед. ч.         | Мн. ч.          |
| ---- | ------------ | ------------------ | -------------- | --------------- |
| 1    | 1            | 1                  | amar («мой»)   | amader («наш»)  |
| 2    | 2            | интимные           | tor («твой»)   | toder («ваш»)   |
| 2    | 2            | фамильярные        | tomar («твой») | tomader («ваш») |
| 2    | 2            | вежливые           | apnar («твой») | apnader («ваш») |
| 3    | близко       | фамильярные        | er («его/её»)  | eder («их»)     |
| 3    | близко       | вежливые           | ẽr («его/её»)  | ẽder («их»)     |
| 3    | далеко       | фамильярные        | or («его/её»)  | oder («их»)     |
| 3    | далеко       | вежливые           | õr («его/её»)  | őder («их»)     |
| 3    | очень далеко | фамильярные        | tar («его/её») | tader («их»)    |
| 3    | очень далеко | вежливые           | tãr («его/её») | tãder («их»)    |

#### Глагол
Бенгальский глагол изменяется по временам и лицам в индикативе и императиве. Характеризуется наличием категории вежливости (субординации), развитой системой временных форм.
Бенгальский отличается от большинства других индоарийских языков тем, что в нём в настоящем времени часто опускаются формы глагола-связки «быть» (как в русском языке и санскрите).

#### Счётные слова
Как в китайском, японском или тайском языках, существительные в бенгальском не могут сочетаться непосредственно с числительными, между ними должно находиться счётное слово. Большинство существительных сочетается с наиболее общим счётным словом ţa, однако существует и много других, более специфических счётных слов — например, jon, которое используется только для счёта людей.
| бенгальский             | дословный перевод                 |                        |
| ----------------------- | --------------------------------- | ---------------------- |
| Nôe-ţa ghoŗi            | девять-счётное слово часы         | «девять часов»         |
| Kôe-ţa balish           | сколько-счётное слово подушка     | «сколько подушек?»     |
| Ônek-jon lok            | много-счётное слово человек       | «много людей»          |
| Char-pañch-jon shikkhôk | четыре-пять-счётное слово учитель | «четыре-пять учителей» |

### Словообразование
Словообразование производится посредством суффиксации и словосложения. В санскритской лексике используется префиксация.

### Синтаксис

#### Структура предложения
В морфологических и синтаксических образованиях наблюдается постпозиция ведущего слова в словосочетании и служебного элемента. Распространены словосочетания со служебными глаголами, в том числе глагольно-глагольные и глагольно-именные. Отрицательные формы местоимений и наречий отсутствуют.

### Лексика
Словарь бенгальского языка примерно на 67 % состоит из слов санскритского происхождения (তৎসম tôtshômo) и на 28 % из собственно бенгальской лексики (তদ্ভব tôdbhôbo); остальные 5 % составляют различные заимствования как из соседних (দেশী deshi), так и из европейских языков (বিদেশী bideshi).
В то же время большая часть этих[каких?] слов являются архаичными или малоиспользуемыми терминами. Лексика, используемая в современной литературе, состоит на 67 % из собственно бенгальских слов; около 25 % составляют санскритские заимствования и около 8 % — заимствования из других языков.
Вследствие продолжительных контактах бенгальского с соседними народами и с Ближним Востоком заимствования включают в себя главным образом слова из хинди, ассамского, китайского, арабского, персидского, австронезийских и тюркских языков. При более поздней европейской колонизации в бенгальский язык проникло большое количество слов из английского и португальского языков, в меньшей степени — нидерландского, французского и др.
- Австронезийские заимствования включают: আলু alu («картофель»), খুকি khuki («девочка»), খোকা khoka («мальчик»), মাঠ maţh («поле»).
- Заимствования из хинди: চাহিদা chahida («требование»), কাহিনী kahini («рассказ»), ফালতু faltu («бесполезный»).
- Китайские заимствования: চা cha («чай»), চিনি chini («сахар»), লিচু lichu («личи»).
- Арабские заимствования: আক্কেল akkel («мудрость» от араб. عقل‎ ‘aql), খালি khali («пустой» от араб. خالي‎ khālī), গরিব gorib («бедный» от араб. غريب‎ gharīb), তারিখ tarikh («дата»), জবাব jôbab («ответ»), খবর khôbor («новости»).
- Персидские заимствования: আয়না aena («зеркало», от перс. ايينه âyneh), খারাপ kharap («плохой»), আস্তে aste («медленно»), খুব khub («очень»), চশমা chôshma («очки»), জান jan («дорогой»), বাগান bagan («сад»).
- Английские заимствования: ডাক্তার đaktar («врач»), পুলিশ pulish («полиция»), হাস্পাতাল hashpatal («больница»).
- Португальские: কামিজ kamiz («рубашка»), জানালা janala («окно»), সাবান shaban («мыло»), ক্রুশ krush («крест»), পাদ্রি padri («катол. священник»).

## Политическое значение

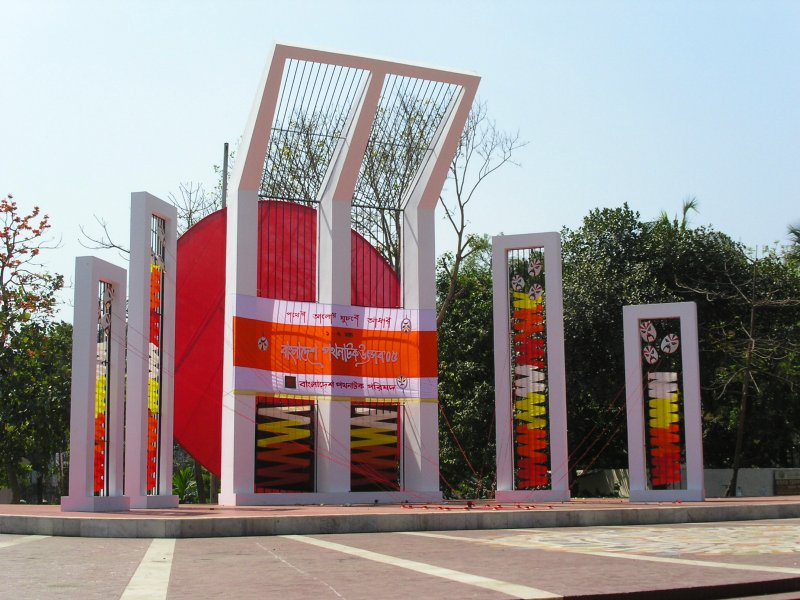
«Шахид-минар», памятник погибшим за статус бенгальского языка в Дакке

Борьба за признание бенгальского языка привела к вооружённому противостоянию, отделению Восточного Пакистана и образованию независимого государства Бангладеш.

## Примеры текста
Статья № 1 Всеобщей декларации прав человека:
- ধারা ১: সমস্ত মানুষ স্বাধীনভাবে সমান মর্যাদা এবং অধিকার নিয়ে জন্মগ্রহণ করে। তাঁদের বিবেক এবং বুদ্ধি আছে; সুতরাং সকলেরই একে অপরের প্রতি ভ্রাতৃত্বসুলভ মনোভাব নিয়ে আচরণ করা উচিৎ। (бенгальским письмом).
- Dhara êk: Shômosto manush shadhinbhabe shôman môrjada ebong odhikar nie jônmogrohon kôre. Tãder bibek ebong buddhi achhe; shutorang shôkoleri êke ôporer proti bhrattrittoshulôbh mônobhab nie achorôn kôra uchit (наиболее верная транскрипция).
- d̪ʱara æk ɕɔmost̪o manuɕ ɕad̪ʱinbʱabe ɕɔman mɔrdʑad̪a eboŋ od̪ʱikar nie dʑɔnmoɡrohon kɔre. t̪ãd̪er bibek eboŋ bud̪ʱːi atɕʰe; ɕut̪oraŋ ɕɔkoleri æke ɔporer prot̪i bʱrat̪ːrit̪ːoɕulɔbʱ mɔnobʱab nie atɕorɔn kɔra utɕʰit̪ (транскрипция МФА).
- «Статья один: все люди рождаются свободными и равными в своём достоинстве и правах. Они наделены разумом и совестью, следовательно, должны поступать в отношении друг друга в духе братства» (перевод).

### Учебная литература
- Бросалина Е. К., Крючкова Е. Р., Сладков А. Л. Бенгальский язык. Начальный курс. Часть I. — Санкт-Петербург: Издательство Санкт-Петербургского университета, 2004.
- Бросалина Е. К., Крючкова Е. Р., Сладков А. Л. Бенгальский язык. Начальный курс. Часть 2. — Санкт-Петербург: Издательство Санкт-Петербургского университета, 2006.
- Алексеева, Елена Александровна. Учебник бенгальского языка. Часть 1. — Москва: Издательство МГУ, 1976.
- Алексеева, Елена Александровна. Учебник бенгальского языка. Часть 2. — Москва: Издательство МГУ, 1976.
- Гаудия-Бхаша: Бенгальский язык священных писаний и разговорный бенгальский язык. — Краснодар: Хранитель Преданности, 1999.
- Дас, Рахул Петер. Lehrbuch der modernen bengalischen Hochsprachen (нем.). — Галле: Südasien-Seminar des Orientalischen Instituts, Martin-Luther-Universität Halle-Wittenberg, 2014. — 360 S. — (Südasienwissenschaftliche Arbeitsblätter). — ISBN 978-3-86829-737-9.
- Mario, Prayer; Neeman, Sobhan; Lorea, Carola. Corso di Lingua Bengali (итал.). — Милан: Hoepli, 2012. — 336 p. — (Collana di Studi Orientali). — ISBN 9788820351328.
- Radice, William. Teach Yourself Bengali: A Complete Course for Beginners (англ.). — Лондон: Hodder Headlin, Ltd., 1994.
- Salomon, Carol; Abedin, Nandini; Brandi, Klaus. Epar Bangla Opar Bangla: Bangla across Borders! (англ.). — Вашингтон: Университет Штата Вашингтона, 2012. — P. 574.

### Общая литература
- Быкова Е. М., Бенгальский язык, М., 1966;
- Алексеева Е. А. Лексикология бенгальского языка, М., 1991;
- Alam, M. 2000. Bhasha Shourôbh: Bêkorôn O Rôchona (The Fragrance of Language: Grammar and Rhetoric). S. N. Printers, Dhaka.
- Cardona, G. and Jain, D. 2003. The Indo-Aryan languages, RoutledgeCurzon, London.
- Chatterji, S. K. 1921. Bengali Phonetics. Bulletin of the School of Oriental and African Studies,
- Chatterji, S. K. 1926. The Origin and Development of the Bengali Language: Part II. Calcutta Univ. Press.
- Ferguson, C. A. and Chowdhury, M. 1960. The Phonemes of Bengali, Language, Vol. 36, No. 1, Part 1. (Jan. — Mar., 1960), pp. 22–59.
- Hayes, B. and Lahiri, A. 1991. Bengali intonational phonology, Natural Language & Linguistic Theory, Springer Science.
- Klaiman, M. H. 1987. Bengali, in Bernard Comrie (ed.), The World’s Major Languages, Croon Helm, London and Sydney, pp. 490–513.
- Masica, C. 1991. The Indo-Aryan Languages. Cambridge Univ. Press.
- Sen, D. 1996. Bengali Language and Literature. International Centre for Bengal Studies, Calcutta.